# Manisa
Manisa (tradicionalmente en español, Magnesia) es una ciudad del oeste de Turquía, situada en la región del Egeo y capital de la provincia de Manisa. Tiene una población de 281 890 habitantes (2007). Antiguamente, la ciudad se llamó Magnesia del Sípilo, debido al monte que se eleva sobre la ciudad, el monte Sípilo. Actualmente, Manisa es un centro industrial y de servicios en plena expansión que se ha visto beneficiado por su proximidad a la ciudad de Esmirna y sus hinterland, ricas en cantidad y en variedad agrícolas. Durante la década de 1990, Manisa ha triplicado su tamaño con la construcción de nuevos edificios, zonas industriales y el campus de la Universidad Celal Bayar.
Durante la época otomana, algunos de los hijos de los sultanes eran educados en Manisa, por lo que actualmente se conoce como la "ciudad de los Şehzade" (Şehzadeler şehri), título que sólo comparte con Amasya y Trebisonda. La ciudad fue ocupada durante 1919-1922 por las tropas griegas, que antes de retirarse la quemaron.
Por primera vez en 2004 y de nuevo en 2006/2007, Manisa se colocó a la cabeza de las ciudades turcas en cuanto a la rentabilidad, el transporte y el desarrollo de la inversión extranjera directa respecto a las ciudades estudiadas en 13 regiones de Europa por la revista fDi del diario Financial Times.
Manisa es una ciudad muy visitada, especialmente durante las fiestas de marzo y septiembre, además del parque nacional del monte Sípilo. Además, muchos turistas la utilizan como punto de salida para visitar otros lugares como Sardes y Alaşehir (la antigua Filadelfia). Su cercanía a Esmirna influye enormemente en el ritmo de vida de Manisa, con numerosos trabajadores que viajan cada día de una ciudad a otra por una autopista que, en menos de media hora, llega a cubrir una diferencia de altitud de más de 500 m y cruza el mítico paisaje del monte Sípilo.

## Historia

### Prehistoria
Los restos prehistóricos de la región de Manisa, aunque escasos, incluyen dos muy interesantes que arrojan luz sobre el pasado de la Anatolia occidental. Los primeros son más de cincuenta huellas humanas fosilizadas que datan de alrededor de 20.000-25.000 a. C., descubiertas en 1969 por Maden Tetkik Arama, entidad estatal turca encargada de las exploraciones minerales, en el pueblo de Sindel, cerca del distrito de Salihli y conocido con el nombre del pueblo. Algunas de estas huellas se pueden ver en el Museo de Manisa. Los segundos restos son las tumbas de la época de Troya (3000-2500 a. C.) del pueblo de Yortan, cerca del centro del distrito de Kırkağaç, al norte de Manisa. Las originales prácticas observadas en los tres sepulcros dieron lugar a la definición de la «cultura Yortan» en la prehistoria de Anatolia, aunque existen numerosos aspectos que aún quedan por descubrir.

### Edad Antigua

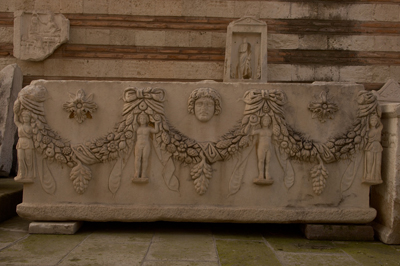
Sarcófago romano, en el Museo de Manisa.

El centro y sur del oeste de Anatolia entraron en la historia con el todavía oscuro reino de Arzawa, vecinos y, a partir del año 1320 a. C., vasallos del Imperio hitita. Durante el primer milenio a. C. emergieron los meonios, que conseguirían la independencia siglos después bajo el nombre de la civilización Lidia y cuya capital fue la ciudad de Sardes, situada más hacia el interior, y que constituía la frontera oeste de la región de Manisa.
Existen diferentes leyendas que rodean a los personajes históricos de la zona, como el gobernador local Tántalo, su hijo Pélope, su hija Níobe, la marcha de una parte importante de la población para fundar en la actual Italia, según algunas fuentes, la que sería la futura civilización etrusca; todas ellas están enfocadas en el monte Sípilo, donde se ubicó probablemente el primer asentamiento humano. También se cree que la montaña pudo ser el escenario de la historia de Filemón y Baucis, aunque muchas otras fuentes la asocian con Tyana, la actual Kemerhisar, cerca de Niğde.
En la Antigüedad clásica, la ciudad se conocía con el nombre Magnesia del Sípilo y tuvo un importante papel por ser el lugar donde, en el año 190 a. C., Antíoco III el Grande fue derrotado en la Batalla de Magnesia por el Imperio romano. Bajo el dominio romano, la ciudad ganó en importancia. Sin embargo, un terremoto casi la destruyó bajo el reinado de Tiberio, quien la restauró e hizo que volviera a florecer. 

### Edad Media

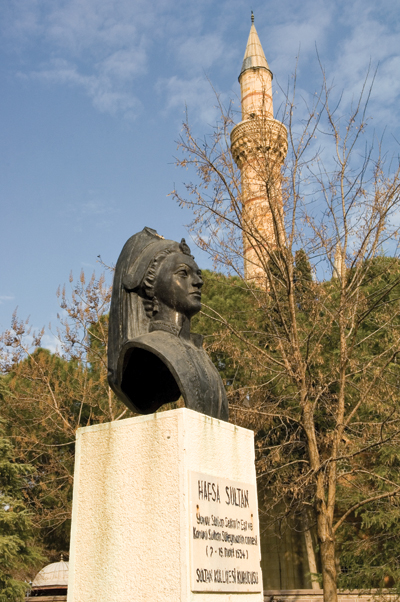
Busto de Ayşe Hafsa Sultan, madre de Solimán el Magnífico, que vivió en Manisa durante 7 años; inició la fiesta de Mesir y mandó construir un gran complejo religioso en la ciudad.

Bajo el dominio turco, desde su primera conquista por parte del Beylicato de Saruhan a principios del siglo XIV y, posteriormente, por los otomanos a principios del siglo XV, siguió siendo una ciudad próspera.

### Edad Moderna
Manisa se desarrolló especialmente a mediados del siglo XVI. Como capital de la provincia de Saruhan, el desarrollo de la ciudad se vio reforzado al ser elegida centro de formación de los şehzades (hijos de los sultanes), convirtiéndose en una de las zonas más ricas del Imperio, con numerosos ejemplos de arquitectura otomana. Alrededor del año 1700, Manisa contaba con 2000 contribuyentes y 300 fundaciones religiosas (vakıf), era conocida por sus mercados de algodón y por un tipo de cuero que recibía el nombre de la ciudad. Con tal riqueza, gran parte de la población comenzó a asentarse en la ciudad, convirtiéndose además en una de las últimas paradas de las caravanas provenientes del este, con Esmirna aún en sus primeras fases de crecimiento.

### Edad Contemporánea
Incendio de Manisa

## Lugares de interés

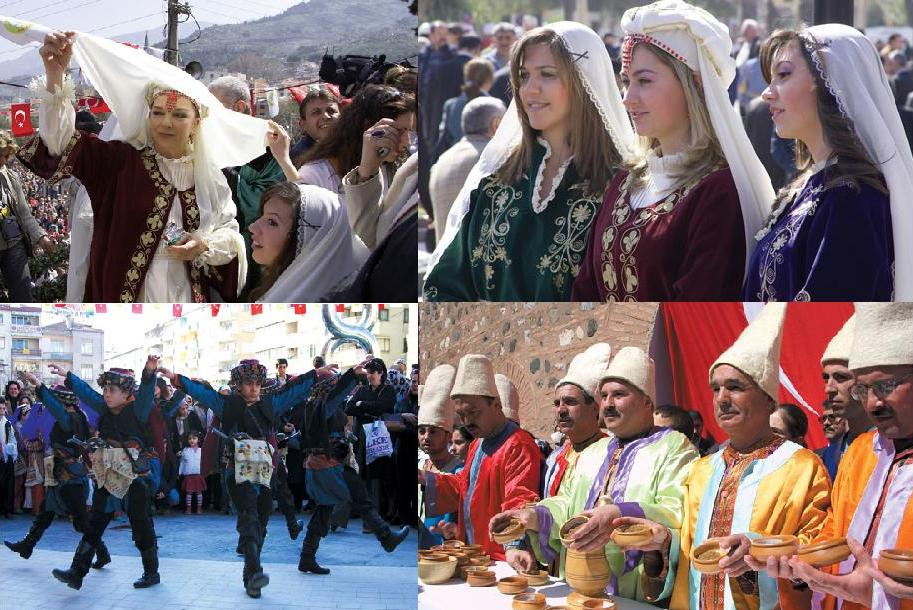
Imágenes del festival Mesir Macunu de 2010.

La mezquita Sultan, del siglo XVI, fue construida por Ayşe Hafsa Sultan, la madre de Solimán el Magnífico. En su honor, cada año, en el mes de marzo, se celebra el festival Mesir Macunu alrededor de la mezquita (el mesir macunu es un dulce especiado al que se atribuye propiedades beneficiosas para la salud y la juventud). 
La mezquita forma parte de un gran külliye, un centro religioso donde se encuentra, entre otros edificios, el hospital, o darüşşifa. Especializado en enfermedades mentales, el centro médico se mantuvo en funcionamiento hasta principios del siglo XX, cuando se construyeron nuevos edificios en el mismo complejo. Hasta hace poco tiempo, las dos únicas instituciones de Turquía especializadas en enfermedades mentales se encontraban en Estambul (en el distrito de Bakırköy) y en Manisa, lo que dio lugar a una serie de calificativos que ensalzaban el espíritu provocador de los habitantes de Manisa. Una de las figuras más conocidas del siglo XX fue Ahmet Bedevi, el tarzán de Manisa, símbolo de la ciudad que ayudó a proteger el medio ambiente en todo el país y a despertar la conciencia a este respecto. Además, consiguió proteger y enriquecer los bosques del monte Sípilo sin prácticamente ninguna ayuda. 
La mezquita Muradiye, del siglo XVI, fue construida por el arquitecto Sinan y finalizada por Sedefhar Mehmet Ağa). La Murad Bey Medresse alberga actualmente el Museo Arqueológico de Manisa.
Cada mes de septiembre, Manisa celebra la fiesta de la vendimia. La ciudad está rodeada de viñedos, que producen uva suficiente como para venderla a Esmirna y producir vino.

## Manisa en la actualidad
La Manisa actual se asocia normalmente con la empresa de electrodomésticos Vestel, aunque su economía no depende de una única empresa. Manisa registró una inversión extranjera directa de unos 200 millones de dólares estadounidenses en 2004. Conocidas empresas, como la italiana Indesit, la alemana Bosch y las británicas Rexam e Imperial Tobacco han invertido en Manisa.
La ciudad también acoge al club de fútbol Vestel Manisaspor, que jugó en la Superliga de Turquía pero que tras varios descensos actualmente se encuentra en la sexta división del fútbol turco.